# Pristimantis penelopus
Pristimantis penelopus är en groddjursart som först beskrevs av Lynch och Jose Vicente Rueda-Almonacid 1999.  Pristimantis penelopus ingår i släktet Pristimantis och familjen Strabomantidae. IUCN kategoriserar arten globalt som sårbar. Inga underarter finns listade i Catalogue of Life.